# Dynamenella parva
Dynamenella parva là một loài chân đều trong họ Sphaeromatidae. Loài này được Baker mô tả khoa học năm 1928.